# Château de Montmayeur (Arvier)
 (novembre 2024).
Si vous disposez d'ouvrages ou d'articles de référence ou si vous connaissez des sites web de qualité traitant du thème abordé ici, merci de compléter l'article en donnant les références utiles à sa vérifiabilité et en les liant à la section « Notes et références ».
Cet article concerne le château de Montmayeur. Pour le château du même nom situé à Villard-Sallet (France), voir Château de Montmayeur.
Pour la Tour de Montmayeur, voir Tour de Montmayeur.
Le château de Montmayeur est un château valdôtain situé sur la commune d'Arvier, à l'entrée du Valgrisenche. 
L'accès se fait uniquement à pied, à partir du hameau Grand-Haury, ou de la route régionale du Valgrisenche.

## Histoire
Il a été construit au XIIIe siècle par la famille des comtes de Montmayeur. Le donjon, et sans doute tout le reste du château, remonte à 1271, lorsqu'Anselme et Aymon d'Avise prêtent serment féodal pour la rupem Arbareti vel Montis Melioris à Philippe Ier de Savoie. Un autre document appartenu au bailli d'Aoste reporte 1312 comme date de construction : « Libravit Richardo de Brezaul, pro adrectu facto per ipsum ad edificandum castrum Montismelioris [...] »
Au début du XIVe siècle, le château appartient à la famille d'Avise. En 1309-1310 il est acheté par le comte de Savoie à Aymonet et Faucon de Montmayeur.
En 1337, il figure parmi les possessions du bailli de Châtel-Argent et Montmayeur.
En 1351, il appartient encore à la maison de Savoie, pour passer ensuite aux frères d'Avise en 1430. Selon Jean-Baptiste de Tillier, en 1430 les châteaux de Montmayeur et de Rochefort, toujours à Arvier, sont encore habités.

## La légende
Vers 1450, un comte de Montmayeur condamné au tribunal à Chambéry invite chez lui le président du jury, Guy de Feissigny, le fait décapiter, et envoie sa tête à ses collègues juges en tant que « document qui manquait lors du procès ». Il s'enfuit ensuite et fait construire cette forteresse pour s'y réfugier.

## Vues

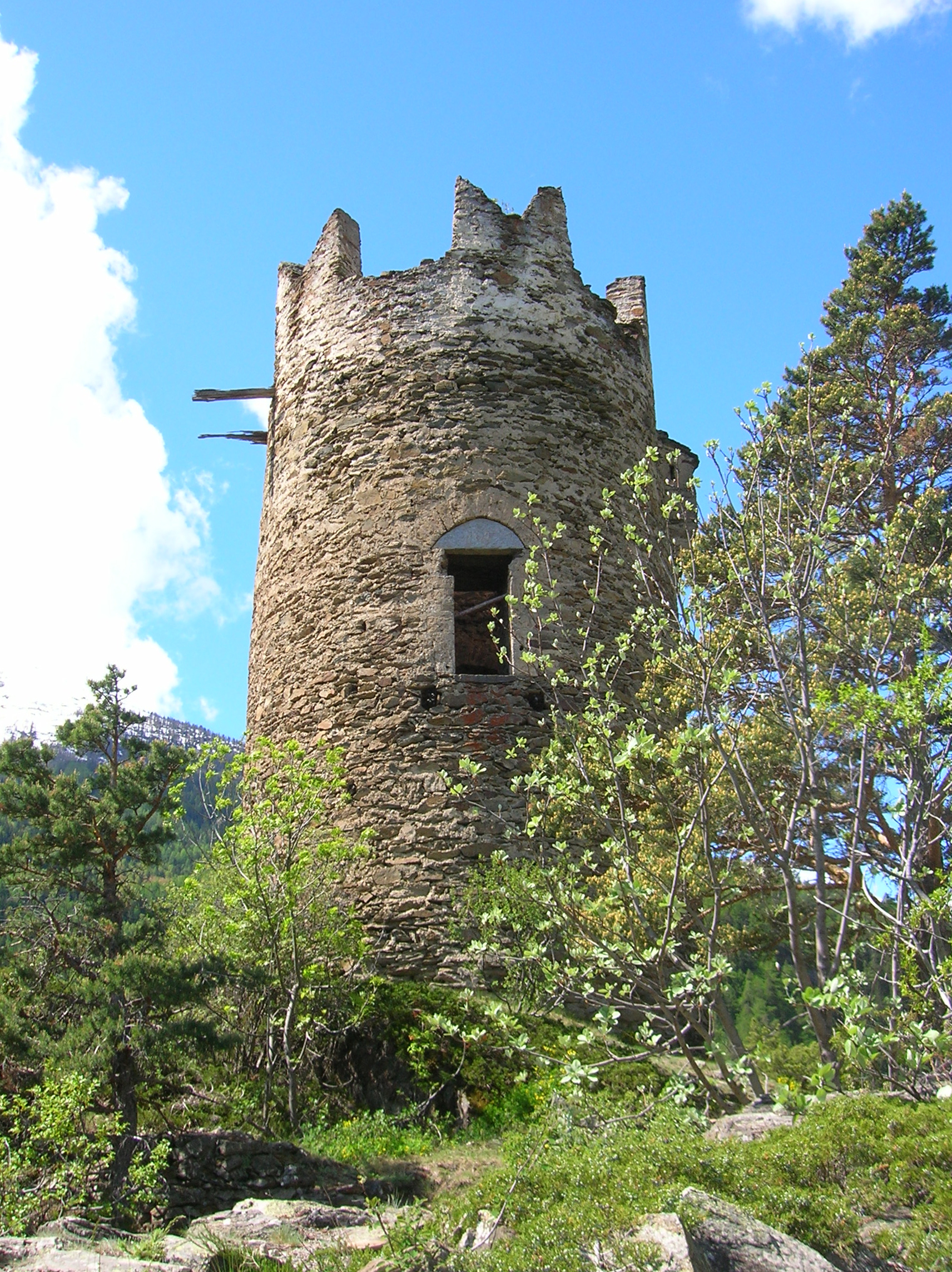
L'entrée.
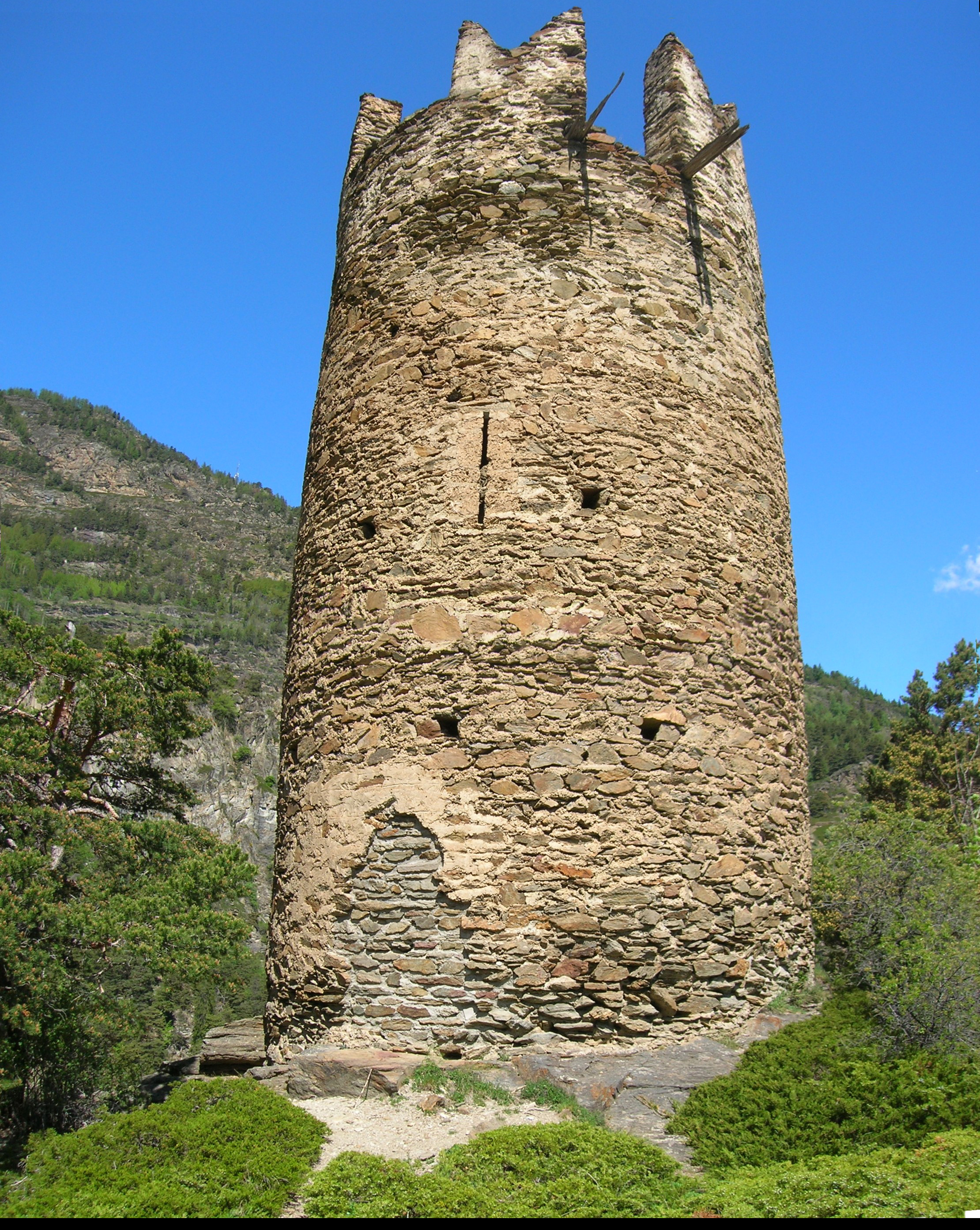
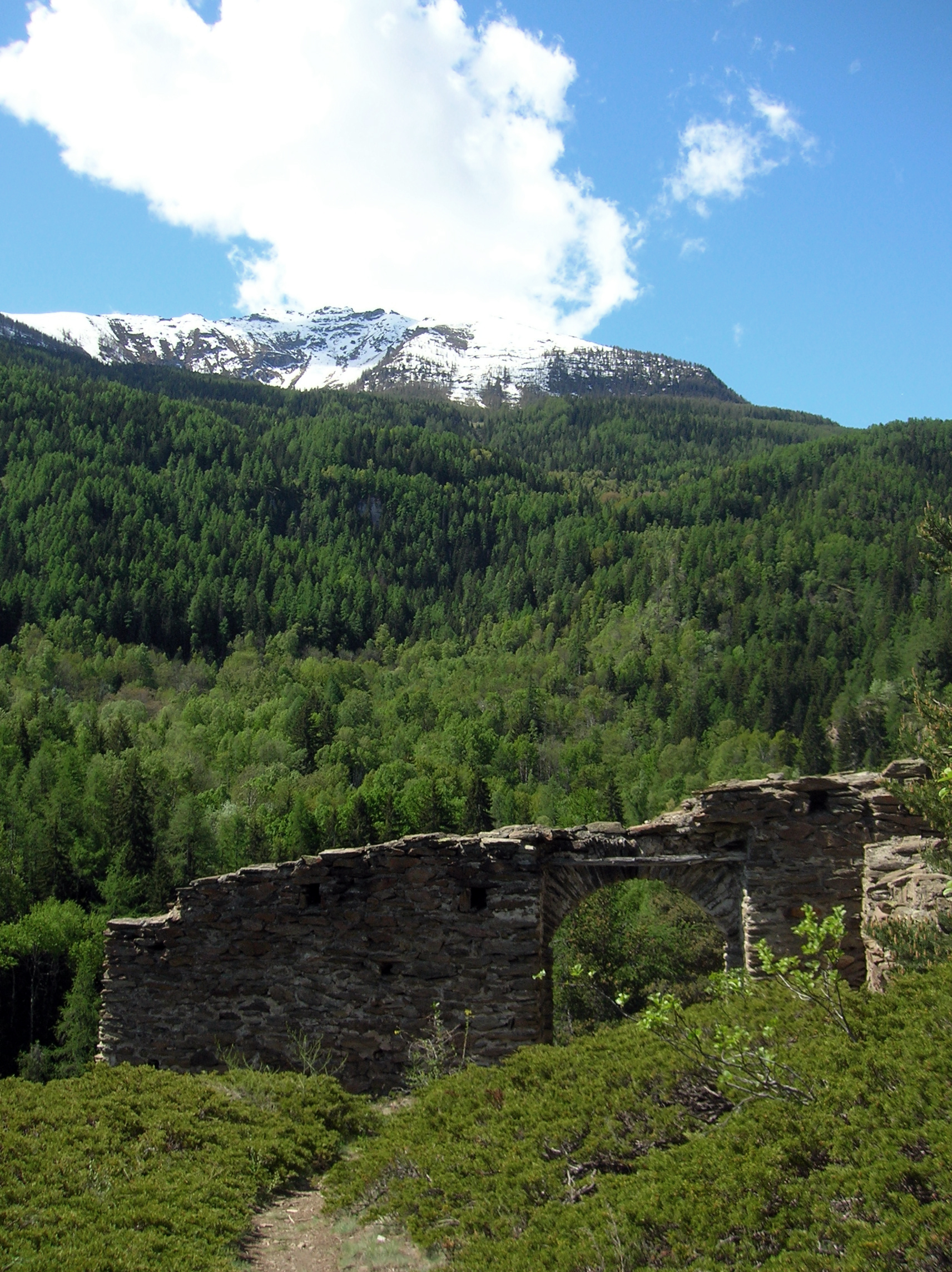